# Inondations de 2022 au Pakistan
Les inondations de 2022 au Pakistan sont des inondations massives qui ont commencé en juin 2022 et se sont intensifiées en août de la même année. Causées par les précipitations de la mousson et la fonte des glaciers particulièrement prononcées dans le contexte de la canicule qui a touché la région cette année-là, elles ont fait au moins 1 700 morts, affecté 33 millions d'habitants et détruit 250 000 habitations ainsi que 1,8 million d'hectares de terres agricoles.
Leur intensité a été aggravée par le changement climatique, qui accroît les précipitations intenses sur une courte période.

## Causes

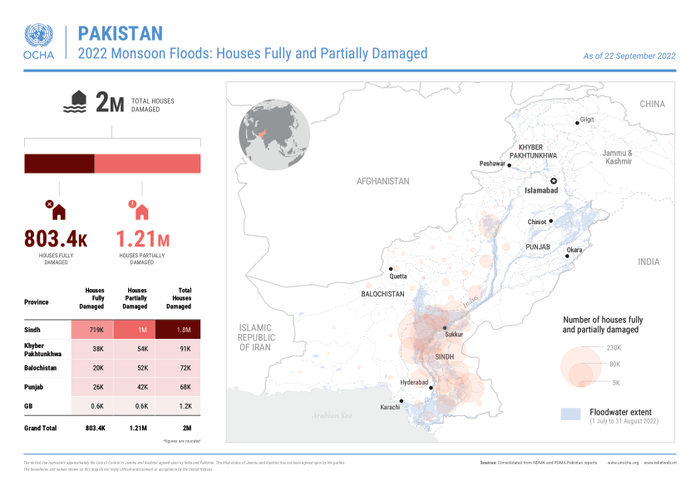
Carte représentant le nombre d’habitats détruits par district.

Les précipitations en juillet au Pakistan ont été presque 200 % plus importantes que les normales de saison, ce qui en fait le mois de juillet le plus pluvieux depuis 1961.
Un article paru dans le Scientific American explique le fonctionnement de ce phénomène : des vagues de chaleur exceptionnelles ont porté la température au-dessus de 40 °C en avril et mai pendant de longues périodes ; elle a même atteint 51 °C à Jacobabad. Or un air plus chaud peut contenir plus d'humidité. Les pluies de mousson, de juillet à septembre, ont été trois fois supérieures à la normale. De plus, les vagues de chaleur ont intensifié la fonte des glaciers. Un évènement météorologique extraordinaire s'est produit : une dépression s'est formée sur la mer d'Arabie, apportant des précipitations inhabituelles dès le mois de juin. Le phénomène La Niña, qui intensifie la mousson en Inde et au Pakistan, pourrait continuer jusqu'à la fin 2022. Le réchauffement climatique a été plus intense dans cette région que dans le reste du monde : les températures ont augmenté de 0,3 °C par décennie au Pakistan entre 1986 et 2015.
Le Pakistan est peu préparé face au changement climatique. Sa population, fragilisée par la pauvreté et des inégalités considérables, est particulièrement exposée aux aléas climatiques, et les autorités, embourbées dans des crises politiques à répétition, ne sont pas parvenues à mettre en place des stratégies de prévention et de gestion des risques efficaces.
Une étude d'attribution du World Weather Attribution, prépubliée en 2022, indique que les modèles climatiques, nombreux à échouer dans la reproduction des schémas de précipitation observés dans la mousson pakistanaise, ne permettent pas d'évaluer de manière quantitative l'impact du changement climatique sur les inondations de 2022. En revanche, les modélisations climatiques et les observations indiquent que le réchauffement climatique a accru l'intensité des précipitations sur la période de cinq jours de l'année où les précipitations sont les plus importantes en moyenne, aggravant ainsi l'ampleur des inondations,,.

## Bilan humain et matériel
Les inondations ont fait au moins 1 700 morts, affecté 33 millions d'habitants et détruit 250 000 habitations et 1,8 million d'hectares de terres agricoles,. Le 25 août 2022, le Pakistan déclare l'état d'urgence. Le Sind est la province la plus touchée par ces inondations avec plus de 300 morts, suivi par le Baloutchistan avec plus de 200 morts, le Khyber Pakhtunkhwa avec plus de 180 morts et le Pendjab avec plus de 150 morts. Au 24 août, plus de 700 000 têtes de bétail sont perdues, 3 000 km de routes endommagées et 130 ponts détruits, ainsi que 80 000 hectares de cultures.
Elles sont comparées aux inondations de 2010.
Le nombre de décès est sans doute bien supérieur au bilan officiel de 1 700 morts, du fait des nombreux cas de maladies hydriques dans les mois qui ont suivi.

## Conférence de Genève
Le 9 janvier 2023, une conférence, co-organisée par les Nations unies, se tient à Genève pour appeler à un soutien financier international des pays, organisations et entreprises. Plus de 9 milliards de dollars de promesses d'aides internationales ont été annoncées pour financer la reconstruction. Le Pakistan, cinquième pays le plus peuplé au monde, est responsable de moins d'un pour cent des émissions de gaz à effet de serre. Les autorités pakistanaises demandent donc un dédommagement, calqué sur l'accord de la COP27 qui prévoit la création d'un « fonds d'adaptation » pour les pays les plus touchés par le changement climatique. Selon le Plan de redressement, de réhabilitation et de reconstruction résilients (dit « plan des 4R ») du Pakistan, présenté officiellement durant cette conférence, le Pakistan a besoin de 16,3 milliards de dollars pour rebâtir ce qui a été détruit, dont 30 % pour les transports (8 000 km de routes à reconstruire) et communications et 25 % pour l'agriculture. Le gouvernement pakistanais estime pouvoir en financer la moitié par le biais de son propre budget et de partenariats public-privé.